# 大桥镇 (扬州市)
大桥镇，是中华人民共和国江苏省扬州市江都区下辖的一个乡镇级行政单位。2005年5月10日，将花荡镇、嘶马镇与大桥镇合并设立大桥镇。

## 行政区划
大桥镇下辖以下地区：
永济社区、仁寿社区、波斯社区、兴港社区、长江社区、花苑社区、东园社区、西园社区、童兴村、杨墅村、三义村、波斯村、善玉村、昌西村、松山村、昌勋村、六河村、中闸村、三丰村、佘坂村、星星村、三江营村、迎山村、三墩村、花荡村、坤平村、忠诚村、启于村、光明村、忠爱村、乔梓村、嘶马村、太字村、鲍庄村、常兴村、高巷村、常平村、前进村、其秀村、杨桥村和果木良种场村。